# BSG Wismut Gera
Maillots
Le BSG Wismut Gera est un club allemand de Football localisé dans la ville de Gera, en Thuringe.
Le Wismut Gera eut une riche histoire à l'époque de la RDA. En faillite en 2003, le cercle dégringola dans la hiérarchie. Il fusionna quatre ans plus tard avec deux clubs voisins. En 2009, l'entité, qui avait découlé de cette fusion, opta pour la reprise du nom "historique" de "BSG Wismut".

## Histoire

### Avant 1945
La localité de Gera connut plusieurs clubs. En 1922, une fusion regroupa l’Allgemeinen Turngemeinde Gera et le 1. VfR Gera pour créer le SpVgg Gera.
Le 27 novembre 1936, sous les exigences des dirigeants nazis, ce cercle engloba le SC Concordia Gera-Reuss pour former le 1. SV Gera 04. Le millésime "04" était hérité du SC Reuss fondé en 1904 et entré dans une fusion avec le Concordia Gera.
Celui-ci posséda une formation intéressante qui, de 1939 en football à 1943, participa à la Gauliga Mitte, une des seize ligues créées sur les ordres des Nazis, dès leur arrivée au pouvoir en 1933.
En 1945, le club fut dissous par les Alliés, comme tous les clubs et associations allemands (voir Directive n°23). Il fut reconstitué dans le courant de l’année 1945 sous l’appellation Sportgemeinschaft Gera-Pforten ou SG Gera-Pforten. Cette équipe participa au Thüringer Fussball-Meisterschaft et y termina 5e sur 8 dans le Groupe 1.

### BSG Wismut Gera (version 1)
En 1949, dans le cadre dune première réforme des activités sportives en RDA, la SG Gera-Pforten fut renommée Betriebssportgemeinschaft Gera-Süd ou BSG Gera-Süd. Sous cette appellation, la section football du club disputa la première édition de la FDGB-Pokal, la Coupe de RDA, et atteignit la finale. Le 28 août 1949, il s’inclina (0-1) contre BSG Waggonbau Dessau. Toutefois, cette performance valut au BSG Gera-Süd d’être repris comme club fondateur de la DDR-Oberliga, la Division 1 est-allemande.
Le 7 octobre 1950, le BSG Gera-Süd fusionna avec BSG RTF Gera pour former BSG Mechanik Gera. L’année suivante, le 1er mais 1951, à la suite de la création des Sportvereinigung, le club devint le BSG Motor Gera.
Le club séjourna en DDR-Oberliga jusqu’à la fin de la saison 1952-1953. Son meilleur classement y fut la 11e place obtenue lors de la première saison.
Relégué DDR-Liga, le club changea de "propriétaire". Le 29 mars 1953, le cercle passa sous la responsabilité d’une autre groupe d’activités, le SDAG Wismut (Sowjetisch-Deutsche Aktiengesellschaft Wismut – Société Germano-allemande de Bismuth), un groupe d’entreprises chargé de l’extraction, de l’exploitation et du traitement, de l’Uranium. Le club fut alors rebaptisé BSG Wismut Gera. La Boxe, le Handbal, le NatationSchwimmen et le Football furent les disciplines les plus en vue de ce club.
Vice-champion du Groupe 1, en 1954 derrière le BSG Chemie Karl-Marx-Stadt, le cercle fut reversé dans le Groupe 3 lors de la saison suivante. Il la termina à nouveau comme vice-champion (derrière le BSG Motor Dessau). Cela lui permit de rester au 2e niveau lors de la scission de la DDR-Liga en deux divisions: I. DDR-Liga et II. DDR-Liga.
A l’automne 1955, les responsables politiques ne firent jouer qu’un "tour de transition" (en Allemand: Übergangsrunde), car les compétitions passèrent au modèle soviétique (jouées pendant l’année calendrier) jusqu’en 1960.
Le BSG Wismut Gera resta au 2e niveau durant douze saisons (non compris l’Übergangsrunde de 1955). Vice-champion dur Groupe Sud en 1963, il conquit le titre à la fin du championnat 1965-1966 et remonta en DDR-Oberliga. Mais la saison suivante, il s’avéra trop court et redescendit aussitôt.
Vice-champion de la DDR-Liga, Groupe Sud en 1968 et 1970, puis vice-champion de la DDR-Liga, Groupe E en 1973, le BSG Wismut Gera remporta cette "série E" en 1974. Mais durant le tour final, il ne put décrocher son billet pour l’élite. L’année suivante, il échoua de la même manière.
Vice-champion du Groupe D en 1976, il conquit le titre l’année suivante et obtint le droit de remonter en DDR-Oberliga. Mais l’aventure ne dura encore qu’une seule saison.
En DDR-Liga, Wismut Gera continua de jouer les premiers rôles, enlevant deux autres titres, mais ne retourna plus dans la plus haute division. En fin de championnat 1983-1984, il fit partie des clubs retenus pour rester au 2e niveau lorsque celui-ci fut réduit de 5 à 2 groupes.

### Depuis 1990

Ancien logo du FSV Wismut Gera

Ancien logo du 1. SV Gera

Le club termina régulièrement au milieu du classement du Groupe B. Durant la saison 1989-1990, la DDR-Liga fut renommé NOFV-Liga. Lors du championnat suivant, le club avait pris le nom de Fussball Sportverein Wismut Gera ou FSV Wismut Gera. Classé 6e sur 16, le club fut reversé en Oberliga Nordost, soit le 3e niveau du football allemand réunifié.
En vue de la saison 1993- 1994, le club fut renommé 1. SV Gera. Le club passa alors en Oberliga Nordost Süd une ligue située au niveau 4 à la suite de l'instauration des Regionalligen au 3e étage. 
En 1996, le 1. SV Gera fut relégué en Landesliga Thüringen (niveau 5 à l’époque). Il en conquit le titre et retourna en Oberliga Nordost Süd, mais ne put y faire mieux qu’une 14e place sur 16, synonyme de relégation.
En 2003, le club fut déclaré en faillite et fut renvoyé en Bezirksliga, soit quasiment  tout en bas l’échelle. En 2007, le 1. SV Gera fusionna avec deux autres clubs de la localité: le FC Blau-Weiss Gera et le FC Geraer Dynamo.

#### FC Blau-Weiss Gera

Ancien logo du FC Blau-Weiss Gera

Ce club fut fondé en 1973 sous l'appellation BSG Elektronik Gera. En 1990, à la suite de la réunification allemande, le club redevenue un organisme civil dut se financer lui-même. La direction envisagea de prendre le nom de VfB Gera. Mais finalement la section football fut dissoute. Le 15 août 1990, fut alors fondé le FC Blau-Weiss Gera qui s'installa au stade "am Steg" qu'il partagea avec un autre club: le Polizei SV Gera, futur FC Geraer Dynamo.
Peu après sa création, la section "équipes de jeunes" du FC Blau-Weiss englobèrent celle du SV Carl Zeiss Gera.
Le FC Blau-Weiss Gera accéda à la Landesliga-Ost Thüringen, niveau 7, en 2004.

#### FC Geraer Dynamo

Ancien logo du FC Geraer Dynamo

Le FC Geraer Dynamo vit le jour à la suite d'un pari fait autour de quelques verres de bière par des amis lors de la « Fête du football » organisée en 1995 à Zwöten. « Aus einer Bierwette, wie sollte es anders sein, entstand 1997 der FC Geraer Dynamos. » Manfred Malinka, alors chef de la section football du TSV 1880 Gera-Zwötzen, paria un baril de bière avec Andre Gerstenberger : quelle équipe battrait celle de l'autre par trois buts d'écart. Ce qui fut fait, les jeunes de l'ancien Dynamo battirent ceux de l'ancien BSG Modedruck par 7-4.
Les deux cercles poursuivirent leur contacts et le 14 juin 1996, le FC Geraer Dynamo vit le jour. Au départ, ce club n'aligna que des équipes de jeunes. Le 14 janvier 2001, il devint le Geraer Kinder-und Jugendfußballclub Dynamos.

### FV Gera-Süd

Ancien logo du FV Gera-Süd

Après avoir mené plusieurs négociations et entretenus plusieurs réunions, les trois cercles tombèrent d'accord le 23 mai 2007. Ce fut ainsi que le 1er juillet 2007, le 1. SV Gera fusionna avec le FC Blau-Weiss Gera et le Geraer Kinder-und Jugendfußballclub Dynamos pour former le FV Gera-Süd. L'équipe "Premières" de ce club prit la place du FC Blau-Weiss en Landesliga.
À la fin de la saison 2007-2008, le FV Gera-Süd monta en Thüringer-Liga, soit à ce moment le 5e niveau de la hiérarchie de la DFB. La ligue recula d'un rang en vue de la saison suivante, à la suite de la création de la 3. Liga, en tant que Division 3.
Le 3 juin 2009, l’Assemblée Générale des membres du FV Gera-Süd vota en faveur de la reprise du nom historique (et au palmarès le plus glorieux): BSG Wismut Gera. L’abréviation "BSG" désignant désormais Ballspielverein.

### BSG Wismut Gera (version 2)
En 2010-2011, le BSG Wismut Gera évolua en Thüringer-Liga (nommée "Köstritzer-Liga Thüringen", sponsoring oblige), soit au 6e niveau de la hiérarchie du football allemand.

## Palmarès

### BSG Wismut Gera (version 1)
- Champion de la DDR-Liga, Groupe Sud: 1966.
- Champion de la DDR-Liga, Groupe E: 1974, 1975, 1977, 1980, 1983.
- Champion de la Landesliga Thüringen: 1999

### FC Blau-Weiss Gera
- Champion de la Bezirksliga Thüringen: 2004.

### FV Gera-Süd
- Champion de la Landesliga-Ost Thüringen: 2008.

## Anciens joueurs

### Internationaux est-allemands ayant joué au BSG Wismut
- Dieter Erler 47 caps pour FC Karl-Marx-Stadt.
- Harald Irmscher 41 caps pour BSG Motor Zwickau & FC Carl Zeiss Jena.
- Manfred Kaiser 31 caps pour BSG Wismut Aue.
- Bringfried Müller 18 caps pour BSG Wismut Aue.
- Michael Strempel 15 caps pour FC Carl Zeiss Jena.
- Georg Buschner 6 caps pour FC Carl Zeiss Jena, puis sélectionneur national.
- Horst Freitag 1 cap pour BSG Wismut Aue.

## Localisation

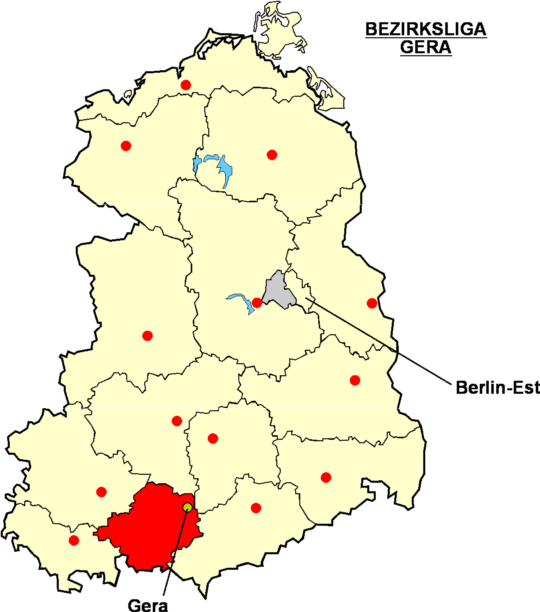
Localisation de Gera dans la "Bezirksliga Gera"

### Ayant ensuite connut la Bundesliga
- Carsten Klee
- Karsten Böttcher
- Tobias Werner
- Christian Hauser